# Stade Géitz
Stade Géitz - to stadion piłkarski w Luksemburgu w gminie Wiltz. Rozgrywają się na nim mecze drużyny FC Wiltz 71. Stadion mieści 2000 osób.